# سواردی
سواردی (به ایتالیایی: Suardi) یک کومونه در ایتالیا است که در استان پاویا واقع شده‌است. سواردی ۹٫۸ کیلومتر مربع مساحت و ۶۹۲ نفر جمعیت دارد.